# 疏齿冬青
疏齿冬青（学名：Ilex oligodonta）为冬青科冬青属的植物，是中国的特有植物。分布在中国大陆的广东、福建、湖南等地，生长于海拔800米至1,200米的地区，常生于密林中及丛林中，目前已由人工引种栽培。

## 别名
少齿冬青（中国树木志），刘明根树（广东从化）